# Giromagny
Giromagny település Franciaországban, Territoire de Belfort megyében. Lakosainak száma 2897 fő (2022. január 1.). Giromagny Lepuix, Auxelles-Bas, Auxelles-Haut, Chaux, Rougegoutte és Vescemont községekkel határos.

## Népesség
A település népességének változása:
| Lakosok száma | 3141 | 3130 | 3233 | 3064 | 2997 | 2929 | 2914 | 2908 | 2897 |
|               | 2013 | 2015 | 2016 | 2017 | 2018 | 2019 | 2020 | 2021 | 2022 |